# Theodore (Stany Zjednoczone)
Theodore – jednostka osadnicza w Stanach Zjednoczonych, w stanie Alabama, w hrabstwie Mobile.